# Пильво (река, впадает в Сахалинский залив)
Не путать с одноимённой рекой на Сахалине, впадающей в Татарский пролив.
Пильво — река на острове Сахалин, протекает по территории Охинского городского округа. Берёт начало у горного массива к югу от горы Верхняя Валовская на полуострове Шмидта. Общая протяжённость реки составляет 36 км, площадь её водосборного бассейна насчитывает 250 км². Общее направление течения реки с северо-востока на юго-запад, впадает в Сахалинский залив.

## Данные водного реестра
По данным государственного водного реестра России относится к Амурскому бассейновому округу.
Код объекта в государственном водном реестре — 20050000212118300010240.